# Biserica greco-catolică din Macău
Biserica greco-catolică din Macău este un monument istoric și de arhitectură din Macău. Biserica a fost construită între anii 1777 și 1778 și s-a aflat inițial sub jurisdicția Episcopiei Române Unite de Oradea Mare. Ulterior a existat un conflict între ruteni și români.
În această biserică a fost botezat Vasile Erdeli, ulterior episcop unit de Oradea Mare.